# 内格罗斯岛
内格罗斯岛（英語：Negros）是菲律宾位于中部的米沙鄢群岛主岛，也是菲律宾第四大岛（仅次於呂宋島、民答那峨島和薩馬島），面积13,309.6平方公里，人口约370万（2000年）。
内格罗斯岛沿中部山脉分为两个省：属于中米沙鄢大区的东内格罗斯省，以及属于西米沙鄢大区的西内格罗斯省。